# Beatus Christian Urassa
Beatus Christian Urassa ALCP/OSS (ur. 2 sierpnia 1965 w Mashati Rombo) – tanzański duchowny katolicki, biskup diecezjalny Sumbawanga od 2018.

## Życiorys
Święcenia kapłańskie otrzymał 12 lipca 1997 w instytucie Dzieło Ducha Świętego. Był m.in. sekretarzem rady generalnej zgromadzenia, wychowawcą w domu formacyjnym w Morogoro oraz przełożonym prowincjalnym.
19 kwietnia 2018 papież Franciszek mianował go biskupem diecezjalnym Sumbawanga. Sakry udzielił mu 24 czerwca 2018 kardynał Polycarp Pengo.